# Arco de Cláudio

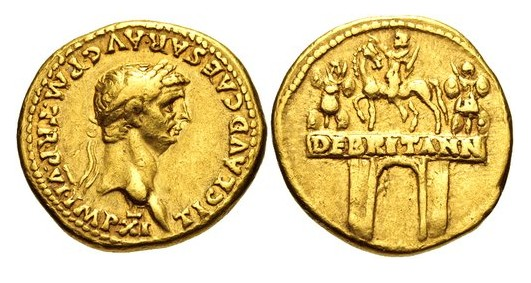
Moeda romana com o Arco de Cláudio no reverso.

O Arco de Cláudio foi um arco triunfal construído entre 51 e 52 d.C. para comemorar a conquista romana da Britânia, ocorrida em 43 d.C. sob o comando do imperador Cláudio. Ele foi realizado através da monumentalização de um arco da Água Virgem, que neste ponto atravessava a antiga Via Lata (moderna Via del Corso) e era decorado com estátuas de membros da família imperial e diversos outros troféus. Apesar de ter sido destruído, sua inscrição está preservada nos Museus Capitolinos.

## História
O arco ficava no local onde a Via Flamínia cruza com a Via Lata, ao lado do Pórtico de Vipsânia, onde hoje está o Palazzo Sciarra Colonna na Via del Corso. Apesar de ter sido dedicado em 51 a.C., sua construção já havia sido antecipada no reverso de moedas cunhadas em 46-47 e 49 a.C.. As moedas o apresentam com uma estátua equestre no topo ladeada por dois troféus. O arco em si era uma conversão de um dos arcos do aqueduto Água Virgem, que seguia pelo trajeto da Via Lata, a nordeste da Saepta Julia. Do arco em si não resta nenhum traço na Via del Corso, mas é possível conhecer sua estrutura através de um desenho realizado por Pirro Ligorio (1583).
A inscrição reconstituída (também presente em arcos dedicados por Cláudio pelo mesmo motivo em Boulogne-sur-Mer — de onde ele zarpou para a Britânia — e em Cízico) é a seguinte:
| “ | "TI(BERIO) CLAUD(IO) DRUSI F(ILIO) CAISARI AUGUSTO GERMANICO PONTIFICI MAXIM(O) TRIB(UNICIA) POTESTAT(E) XI CO(N)S(ULI) V IMP(ERATORI) XXII CENS(ORI) PATRI PATRIAE SENATUS POPULUSQUE ROMANUS QUOD REGES BRITANNORUM XI DEVICTOS SINE ULLA IACTURA IN DEDITIONEM ACCEPERIT GENTESQUE BARBARAS TRANS OCEANUM PRIMUS INDICIONEM POPULI ROMANI REDEGERIT" A Tibério Cláudio César Augusto Germânico, filho de Druso, pontífice máximo, com poder tribunício pela décima-primeira vez, cônsul pela quinta. Imperador pela vigésima-segunda vez, censor, pai da pátria, o Senado e o Povo Romano (dedicou este monumento) por ter aceitado a rendição de onze reis da Britânia submetidos sem nenhuma derrota e por ter submetido pela primeira vez ao poder do povo romano as gentes bárbaras d'além do oceano. | ” |

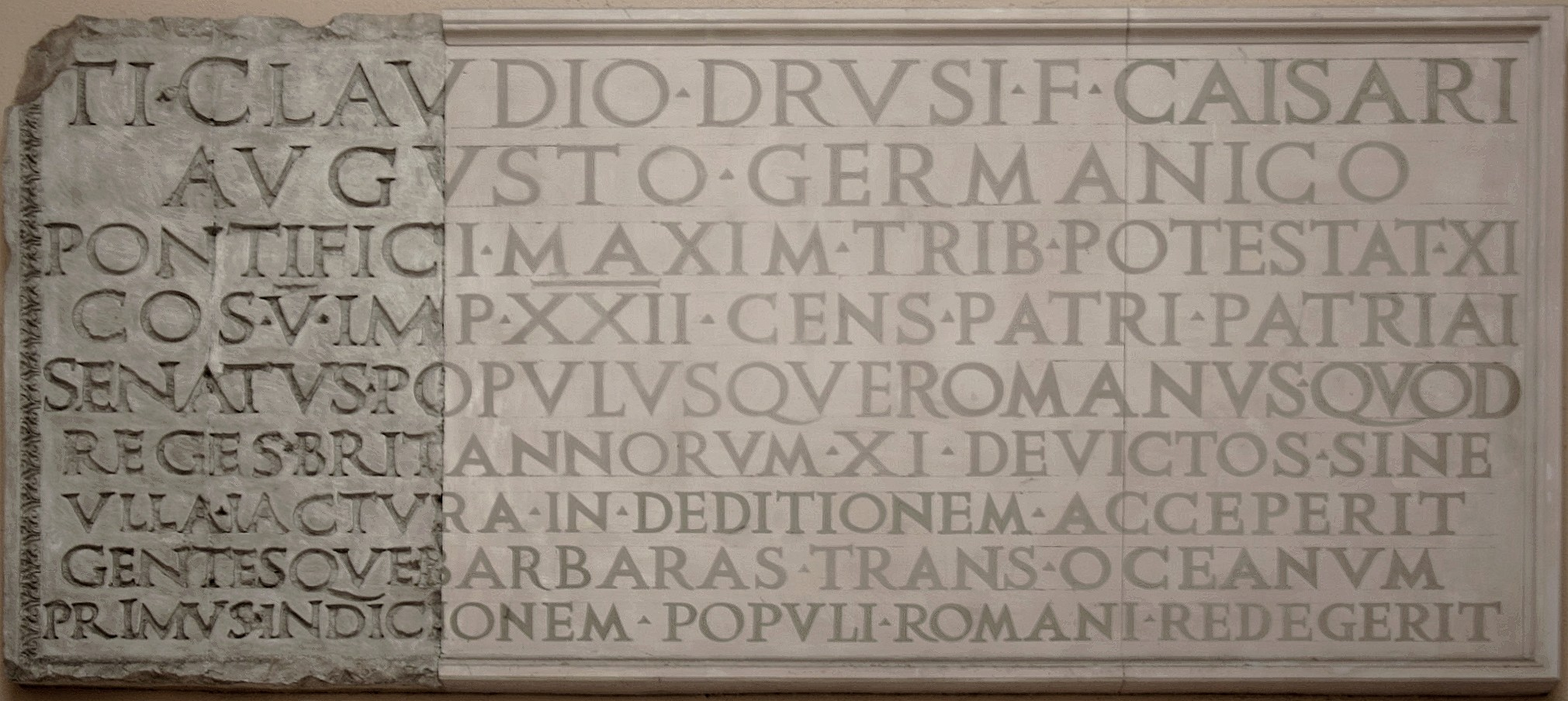
A inscrição original (porção à direita) e o trecho reconstruído.

Aparentemente o Arco de Cláudio já estava em ruínas no começo do século VIII. Em 1562, 1641 e 1869 partes da estrutura foram encontradas, incluindo um fragmento da inscrição principal, inscrições dedicadas a outros membros da família imperial, parte das fundações e alguns fragmentos de esculturas (das quais nada restou). Um grande fragmento da inscrição que ficava no centro do ático está hoje conservado no pátio interno do Palazzo dei Conservatori (parte dos Museus Capitolinos). Alguns fragmentos de esculturas estão no museu do Palazzo Nuovo e na Galleria Borghese; um painel representado a Guarda pretoriana (que elevou Cláudio ao trono depois da morte de Calígula) está no Museu do Louvre em Paris.
Um grande relevo mostra o imperador Adriano entrando em Roma sendo saudado pela personificação da cidade, que é bastante similar à que está representada na Coluna de Antonino Pio. Os dois homens com a coroa de louros são personificações do Senado (o mais velho) e do Povo (o mais jovem) de Roma.

## Localização
| Planimetria do Campo de Marte central |
| --- |
| Termas de Nero Estádio de Domiciano Panteão Basílica de Netuno Termas de Agripa Estagno ? Odeão de Domiciano Ínsulas da época de Adriano Galpões militares? Galpões militares? Galpões militares? Septa Júlia Diribitório Pórtico dos Deuses Água Virgem Arco de Cláudio Pórtico de Vipsânia Quartel da I coorte dos vigiles Iseu Templo de Minerva Calcídica Altar de Marte Via Flamínia Via Flamínia Templo de Adriano Templo de Matídia Teatro de Pompeu Templos do Largo Argentina Pórtico de Minúcio Coluna de Marco Aurélio T. de M. Aurélio e Faustina (?) Arco de M. Aurélio (?) Coluna de Antonino Pio Ustrino de Faustina Maior Ustrino de Faustina Menor Via Reta Pórtico e Templo de Bom Evento Pórtico de Pompeu Arco Novo Pórtico de Meleagro Pórtico dos Argonautas Piazza della Rotonda Vila Pública |